# 红斑梯形蟹
红斑梯形蟹（学名：Trapezia rufopunctata）为扇蟹科梯形蟹属的动物。分布于日本、夏威夷、斯里兰卡以及中国大陆的西沙群岛等地，生活环境为海水，常生活于珊瑚礁丛中。